# Montagne del Canada

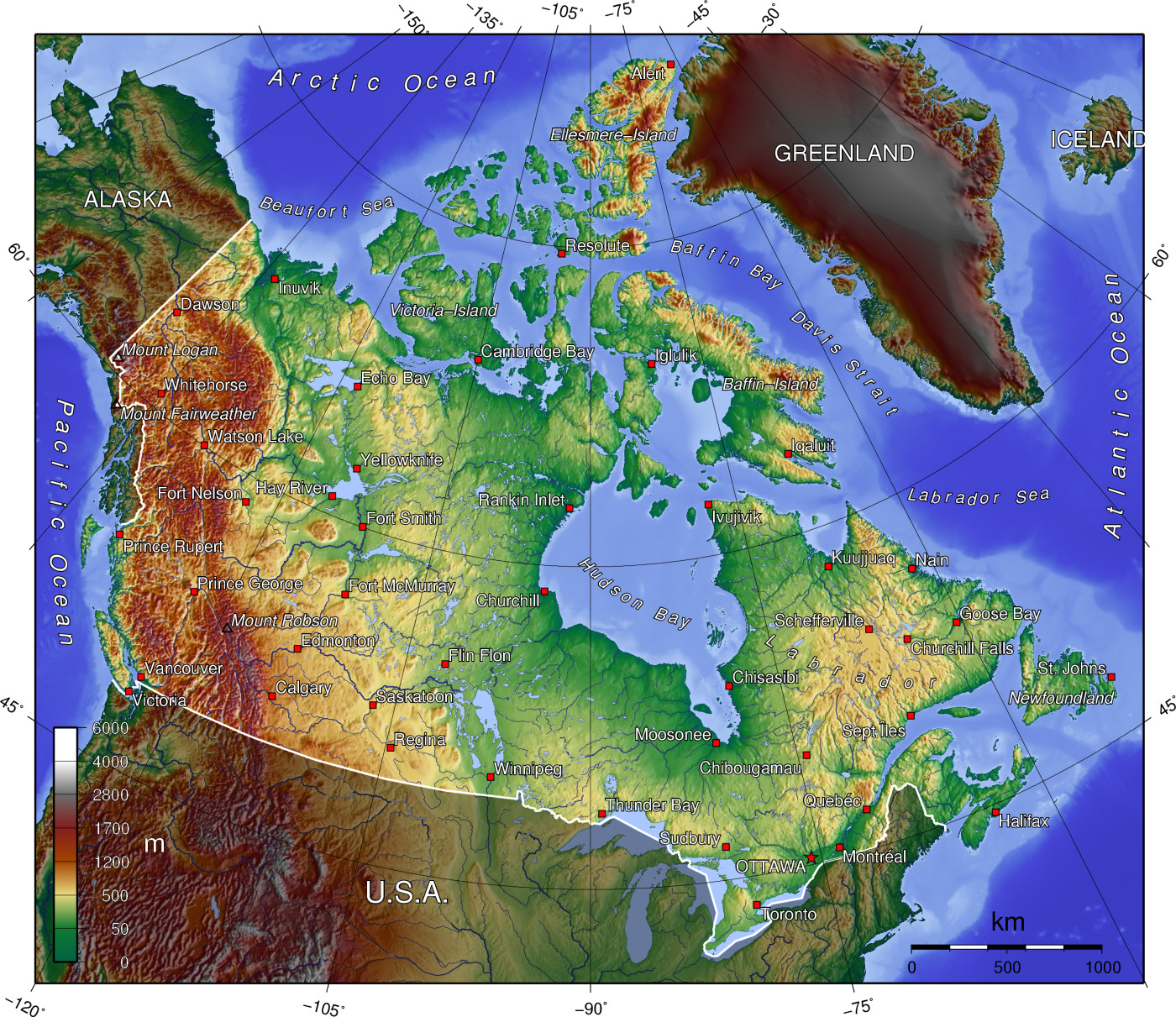
Distribuzione dei rilievi nel Canada.

La maggior parte dei sistemi montuosi del Canada sono situati nella parte occidentale dello Stato, compresi all'interno delle province della Columbia Britannica e dell'Alberta e del territorio dello Yukon.
Le principali catene montuose sono quelle delle Montagne Rocciose Canadesi, le Saint Elias Mountains nello Yukinton e la Cordigliera Artica nelle regioni nord-orientali del Nunavut. 
Una piccola porzione della catena montuosa degli Appalachi si spinge fino al Canada orientale, attraversando le Province atlantiche e le regioni meridionali della provincia de intervallate da valli fluviali.
Le Cypress Hills, situate nel confine sud-est tra Alberta e Saskatchewan, pur non essendo considerate vere e proprie montagne, costituiscono il punto più elevato tra le migliaia di chilometri di pianure che separano da occidente a oriente le Montagne Rocciose e le coste del Labrador.

## Le vette

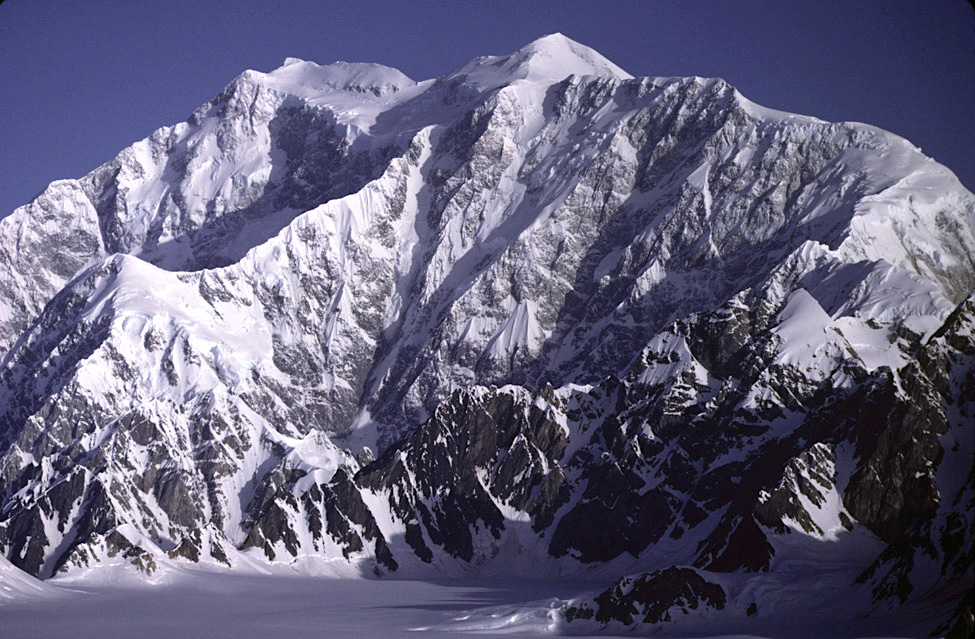
Il Monte Logan nello Yukon è la più alta cima del Canada.

Di seguito vengono riportate le vette più alte del Canada. Le montagne presentano tutte una prominenza di almeno 500 metri.

Prominenza

Delle 100 riportate ben 69 si trovano nella Columbia Britannica, 25 nello Yukon, 10 nell'Alberta, e 1 ciascuno nei Territori del Nord-Ovest e nel Nunavut.
| Posizione | Vetta                     | Provincia                   | Catena Montuosa                | Altezza           | Prominenza        | Isolamento        |
| --------- | ------------------------- | --------------------------- | ------------------------------ | ----------------- | ----------------- | ----------------- |
| 1         | Monte Logan               | Yukon                       | Monti Sant'Elia                | 5,959 m 19,551 ft | 5,247 m 17,215 ft | 623.4 km 387.4 mi |
| 2         | Monte Saint Elias         | Yukon Alaska                | Monti Sant'Elia                | 5,489 m 18,008 ft | 3,429 m 11,250 ft | 41.4 km 26 mi     |
| 3         | Monte Lucania             | Yukon                       | Monti Sant'Elia                | 5,226 m 17,146 ft | 3,051 m 10,010 ft | 43 km 26.7 mi     |
| 4         | King Peak                 | Yukon                       | Monti Sant'Elia                | 5,173 m 16,972 ft | 1,053 m 3,455 ft  | 4.9 km 3.1 mi     |
| 5         | Monte Steele              | Yukon                       | Monti Sant'Elia                | 5,000 m 16,404 ft | 720 m 2,362 ft    | 9.2 km 5.7 mi     |
| 6         | Monte Wood                | Yukon                       | Monti Sant'Elia                | 4,840 m 15,879 ft | 1,160 m 3,806 ft  | 18.6 km 11.5 mi   |
| 7         | Monte Vancouver           | Yukon                       | Monti Sant'Elia                | 4,812 m 15,787 ft | 2,712 m 8,898 ft  | 43.9 km 27.3 mi   |
| 8         | Monte Slaggard            | Yukon                       | Monti Sant'Elia                | 4,742 m 15,558 ft | 502 m 1,647 ft    | 7.2 km 4.5 mi     |
| 9         | Monte Fairweather         | Columbia Britannica Alaska  | Monti Sant'Elia                | 4,671 m 15,325 ft | 3,957 m 12,983 ft | 200.7 km 125 mi   |
| 10        | Monte Hubbard             | Yukon Alaska                | Monti Sant'Elia                | 4,557 m 14,950 ft | 2,457 m 8,061 ft  | 34.4 km 21.3 mi   |
| 11        | Monte Walsh               | Yukon                       | Monti Sant'Elia                | 4,506 m 14,783 ft | 1,646 m 5,400 ft  | 19.3 km 12 mi     |
| 12        | Monte Alverstone          | Yukon Alaska                | Monti Sant'Elia                | 4,420 m 14,500 ft | 594 m 1,950 ft    | 3.6 km 2 mi       |
| 13        | McArthur Peak             | Yukon                       | Monti Sant'Elia                | 4,360 m 14,304 ft | 920 m 3,018 ft    | 9.3 km 5.8 mi     |
| 14        | Monte Augusta             | Yukon Alaska                | Monti Sant'Elia                | 4,289 m 14,070 ft | 1,533 m 5,030 ft  | 26.2 km 16.3 mi   |
| 15        | Monte Strickland PB       | Yukon                       | Monti Sant'Elia                | 4,240 m 13,911 ft | 760 m 2,493 ft    | 7.5 km 4.7 mi     |
| 16        | Monte Cook                | Yukon Alaska                | Monti Sant'Elia                | 4,194 m 13,760 ft | 2,274 m 7,460 ft  | 23.4 km 14.5 mi   |
| 17        | Monte Waddington          | Columbia Britannica         | Waddington Range               | 4,019 m 13,186 ft | 3,289 m 10,791 ft | 562.4 km 349.5 mi |
| 18        | Monte Robson              | Columbia Britannica         | Northern Continental Ranges PB | 3,959 m 12,989 ft | 2,829 m 9,281 ft  | 459.5 km 285.5 mi |
| 19        | Monte Columbia            | Columbia Britannica Alberta | Columbia Icefield              | 3,741 m 12,274 ft | 2,383 m 7,818 ft  | 158 km 98.2 mi    |
| 20        | Monte Clémenceau          | Columbia Britannica         | Clémenceau Icefield PB         | 3,664 m 12,021 ft | 1,499 m 4,918 ft  | 35.7 km 22.2 mi   |
| 21        | Monte Forbes              | Alberta                     | Central Icefields PB           | 3,617 m 11,867 ft | 1,629 m 5,344 ft  | 47.4 km 29.5 mi   |
| 22        | Monte Assiniboine         | Columbia Britannica Alberta | Southern Continental Ranges PB | 3,616 m 11,864 ft | 2,086 m 6,844 ft  | 141.8 km 88.1 mi  |
| 23        | Monte Goodsir             | Columbia Britannica         | Ottertail Range PB             | 3,567 m 11,703 ft | 1,887 m 6,191 ft  | 64.1 km 39.8 mi   |
| 24        | Monte Monarch             | Columbia Britannica         | Monarch Icefield PB            | 3,555 m 11,663 ft | 2,915 m 9,564 ft  | 71.4 km 44.4 mi   |
| 25        | Monte Temple              | Alberta                     | Bow Range                      | 3,540 m 11,614 ft | 1,540 m 5,052 ft  | 21.3 km 13.2 mi   |
| 26        | Monte Sir Sandford        | Columbia Britannica         | Selkirk Mountains              | 3,519 m 11,545 ft | 2,707 m 8,881 ft  | 62 km 38.5 mi     |
| 27        | Monte Sir Wilfrid Laurier | Columbia Britannica         | Cariboo Mountains              | 3,516 m 11,535 ft | 2,728 m 8,950 ft  | 51.7 km 32.1 mi   |
| 28        | Monte Farnham PB          | Columbia Britannica         | Purcell Mountains              | 3,493 m 11,460 ft | 2,113 m 6,932 ft  | 72.7 km 45.2 mi   |
| 29        | Monte Brazeau             | Alberta                     | Queen Elizabeth Ranges         | 3,470 m 11,385 ft | 1,443 m 4,734 ft  | 30.5 km 18.9 mi   |
| 30        | Monte Joffre              | Columbia Britannica Alberta | Southern Continental Ranges PB | 3,433 m 11,263 ft | 1,505 m 4,938 ft  | 49.2 km 30.6 mi   |
| 31        | Monte Whitehorn PB        | Columbia Britannica         | Northern Continental Ranges PB | 3,399 m 11,152 ft | 1,747 m 5,732 ft  | 7.9 km 4.9 mi     |
| 32        | Monte Hector              | Alberta                     | Central Front Ranges PB        | 3,394 m 11,135 ft | 1,759 m 5,771 ft  | 23.2 km 14.4 mi   |
| 33        | Monte Dawson PB           | Columbia Britannica         | Selkirk Mountains              | 3,377 m 11,079 ft | 2,054 m 6,739 ft  | 63.4 km 39.4 mi   |
| 34        | Monte Edith Cavell        | Alberta                     | South Jasper Ranges PB         | 3,363 m 11,033 ft | 2,007 m 6,585 ft  | 47 km 29.2 mi     |
| 35        | Monte Fryatt PB           | Alberta                     | Hooker Icefield PB             | 3,361 m 11,027 ft | 1,608 m 5,276 ft  | 17.3 km 10.7 mi   |
| 36        | Monte Harrison PB         | Columbia Britannica         | Southern Continental Ranges PB | 3,360 m 11,024 ft | 1,778 m 5,833 ft  | 52.1 km 32.4 mi   |
| 37        | Monte Chown PB            | Alberta                     | Northern Continental Ranges PB | 3,316 m 10,879 ft | 1,746 m 5,728 ft  | 30.7 km 19 mi     |
| 38        | Monte Queen Bess          | Columbia Britannica         | Homathko Icefield PB           | 3,298 m 10,820 ft | 2,355 m 7,726 ft  | 45.6 km 28.4 mi   |
| 39        | Monte Sir Alexander PB    | Columbia Britannica         | Northern Continental Ranges PB | 3,275 m 10,745 ft | 1,762 m 5,781 ft  | 87.8 km 54.5 mi   |
| 40        | Monte Monashee PB         | Columbia Britannica         | Monashee Mountains             | 3,274 m 10,741 ft | 2,394 m 7,854 ft  | 51.8 km 32.2 mi   |
| 41        | Monte Good Hope           | Columbia Britannica         | Homathko Icefield PB           | 3,242 m 10,636 ft | 1,497 m 4,911 ft  | 31.2 km 19.4 mi   |
| 42        | Monte Ida PB              | Columbia Britannica         | Northern Continental Ranges PB | 3,200 m 10,499 ft | 1,530 m 5,020 ft  | 8.8 km 5.5 mi     |
| 43        | Razorback Monteain PB     | Columbia Britannica         | Nuit Range PB                  | 3,183 m 10,443 ft | 2,153 m 7,064 ft  | 36.5 km 22.7 mi   |
| 44        | Monte Monmouth            | Columbia Britannica         | Lillooet Icefield PB           | 3,182 m 10,440 ft | 1,602 m 5,256 ft  | 31.6 km 19.6 mi   |
| 45        | Monte Seattle PB          | Yukon Alaska                | Monti Sant'Elia                | 3,139 m 10,300 ft | 1,679 m 5,509 ft  | 17.3 km 10.7 mi   |
| 46        | Monte Cooper PB           | Columbia Britannica         | Selkirk Mountains              | 3,094 m 10,151 ft | 2,319 m 7,608 ft  | 49.9 km 31 mi     |
| 47        | Monte Ratz PB             | Columbia Britannica         | Boundary Ranges                | 3,090 m 10,138 ft | 2,430 m 7,972 ft  | 311.3 km 193.4 mi |
| 48        | Jeanette Peak PB          | Columbia Britannica         | Selwyn Range                   | 3,089 m 10,135 ft | 1,657 m 5,436 ft  | 20.3 km 12.6 mi   |
| 49        | Monte Tatlow              | Columbia Britannica         | Lillooet Icefield PB           | 3,063 m 10,049 ft | 1,613 m 5,292 ft  | 34.4 km 21.4 mi   |
| 50        | Talchako Monteain PB      | Columbia Britannica         | Monarch Icefield PB            | 3,037 m 9,964 ft  | 1,676 m 5,499 ft  | 23.5 km 14.6 mi   |
| 51        | Ulysses Monteain PB       | Columbia Britannica         | Muskwa Ranges                  | 3,024 m 9,921 ft  | 2,289 m 7,510 ft  | 435.9 km 270.8 mi |
| 52        | Scud Peak PB              | Columbia Britannica         | Boundary Ranges                | 2,987 m 9,800 ft  | 2,172 m 7,126 ft  | 57.4 km 35.7 mi   |
| 53        | Keele Peak                | Yukon                       | Monti Mackenzie                | 2,972 m 9,751 ft  | 2,181 m 7,156 ft  | 570 km 354.2 mi   |
| 54        | Monte Odin PB             | Columbia Britannica         | Monashee Mountains             | 2,971 m 9,747 ft  | 2,409 m 7,904 ft  | 65.4 km 40.7 mi   |
| 55        | Skihist Monteain          | Columbia Britannica         | Lillooet Range PB              | 2,968 m 9,738 ft  | 2,463 m 8,081 ft  | 157.1 km 97.6 mi  |
| 56        | Ambition Monteain PB      | Columbia Britannica         | Boundary Ranges                | 2,953 m 9,688 ft  | 1,513 m 4,964 ft  | 25.7 km 16 mi     |
| 57        | Monte Ovington PB         | Columbia Britannica         | Hart Ranges                    | 2,949 m 9,675 ft  | 1,600 m 5,249 ft  | 18.8 km 11.7 mi   |
| 58        | Monte Sylvia PB           | Columbia Britannica         | Muskwa Ranges                  | 2,940 m 9,646 ft  | 1,559 m 5,115 ft  | 84.9 km 52.8 mi   |
| 59        | Whitecap Monteain PB      | Columbia Britannica         | Bendor Range                   | 2,918 m 9,573 ft  | 1,533 m 5,030 ft  | 72.8 km 45.2 mi   |
| 60        | Monte Saugstad PB         | Columbia Britannica         | Monarch Icefield PB            | 2,908 m 9,541 ft  | 1,850 m 6,070 ft  | 38.6 km 24 mi     |
| 61        | The Horn PB               | Columbia Britannica         | Monarch Icefield PB            | 2,907 m 9,537 ft  | 1,527 m 5,010 ft  | 20.3 km 12.6 mi   |
| 62        | Chutine Peak              | Columbia Britannica         | Boundary Ranges                | 2,903 m 9,524 ft  | 1,758 m 5,768 ft  | 42.6 km 26.5 mi   |
| 63        | Wedge Monteain            | Columbia Britannica         | Garibaldi Mountains PB         | 2,892 m 9,488 ft  | 2,252 m 7,388 ft  | 63.9 km 39.7 mi   |
| 64        | Monte Seton PB            | Columbia Britannica         | Lillooet Range PB              | 2,855 m 9,367 ft  | 1,580 m 5,184 ft  | 20.4 km 12.6 mi   |
| 65        | Gladsheim Peak PB         | Columbia Britannica         | Selkirk Mountains              | 2,830 m 9,285 ft  | 2,056 m 6,745 ft  | 53.4 km 33.2 mi   |
| 66        | Monte Cairnes PB          | Yukon                       | Monti Sant'Elia                | 2,810 m 9,219 ft  | 1,990 m 6,529 ft  | 40.6 km 25.2 mi   |
| 67        | Cond Peak PB              | Columbia Britannica         | Selkirk Mountains              | 2,801 m 9,190 ft  | 1,720 m 5,643 ft  | 35.3 km 21.9 mi   |
| 68        | Monte Edziza              | Columbia Britannica         | Boundary Ranges                | 2,793 m 9,163 ft  | 1,763 m 5,784 ft  | 61.8 km 38.4 mi   |
| 69        | Monte Nirvana             | Territori del Nord-Ovest    | Monti Mackenzie                | 2,773 m 9,098 ft  | 1,663 m 5,456 ft  | 219.9 km 136.7 mi |
| 70        | Monte Macdonald           | Yukon                       | Monti Mackenzie                | 2,760 m 9,055 ft  | 1,555 m 5,102 ft  | 187.5 km 116.5 mi |
| 71        | Howson Peak PB            | Columbia Britannica         | Hazleton Mountains PB          | 2,759 m 9,052 ft  | 1,829 m 6,001 ft  | 254.3 km 158 mi   |
| 72        | Tsaydaychuz Peak PB       | Columbia Britannica         | Kitimat Ranges                 | 2,758 m 9,049 ft  | 1,826 m 5,991 ft  | 82.8 km 51.4 mi   |
| 73        | Overseer Monteain PB      | Columbia Britannica         | Pemberton Icefield PB          | 2,749 m 9,019 ft  | 1,679 m 5,509 ft  | 19.4 km 12 mi     |
| 74        | Thudaka Monteain PB       | Columbia Britannica         | Cassiar Mountains              | 2,748 m 9,016 ft  | 1,739 m 5,705 ft  | 103.5 km 64.3 mi  |
| 75        | Seven Sisters Peaks PB    | Columbia Britannica         | Hazleton Mountains PB          | 2,747 m 9,012 ft  | 1,862 m 6,109 ft  | 68.8 km 42.7 mi   |
| 76        | Monte Jancowski PB        | Columbia Britannica         | Boundary Ranges                | 2,729 m 8,953 ft  | 2,079 m 6,821 ft  | 124 km 77.1 mi    |
| 77        | Monte Pattullo PB         | Columbia Britannica         | Boundary Ranges                | 2,727 m 8,947 ft  | 1,617 m 5,305 ft  | 23.1 km 14.4 mi   |
| 78        | Atna Peak PB              | Columbia Britannica         | Kitimat Ranges                 | 2,724 m 8,937 ft  | 1,828 m 5,997 ft  | 56.8 km 35.3 mi   |
| 79        | Buckwell Peak PB          | Columbia Britannica Yukon   | Monti Sant'Elia                | 2,721 m 8,927 ft  | 1,971 m 6,467 ft  | 56.4 km 35 mi     |
| 80        | Alsek Peak PB             | Yukon                       | Monti Sant'Elia                | 2,716 m 8,911 ft  | 2,001 m 6,565 ft  | 79.3 km 49.3 mi   |
| 81        | Basement Peak PB          | Columbia Britannica Yukon   | Monti Sant'Elia                | 2,706 m 8,878 ft  | 1,606 m 5,269 ft  | 23.6 km 14.7 mi   |
| 82        | Otter Monteain PB         | Columbia Britannica         | Boundary Ranges                | 2,692 m 8,832 ft  | 2,242 m 7,356 ft  | 25.4 km 15.8 mi   |
| 83        | Sharktooth Monteain PB    | Columbia Britannica         | Cassiar Mountains              | 2,668 m 8,753 ft  | 1,653 m 5,423 ft  | 98.4 km 61.2 mi   |
| 84        | Thunder Monteain PB       | Columbia Britannica         | Kitimat Ranges                 | 2,664 m 8,740 ft  | 1,694 m 5,558 ft  | 27.6 km 17.1 mi   |
| 85        | Dunn Peak PB              | Columbia Britannica         | Shuswap Highland               | 2,636 m 8,648 ft  | 1,531 m 5,023 ft  | 87.1 km 54.1 mi   |
| 86        | Barbeau Peak              | Nunavut                     | Ellesmere Island               | 2,616 m 8,583 ft  | 2,616 m 8,583 ft  | 796 km 494.6 mi   |
| 87        | Monte Wotzke PB           | Columbia Britannica         | Quesnel Highland               | 2,597 m 8,520 ft  | 1,556 m 5,105 ft  | 58.8 km 36.6 mi   |
| 88        | Silvertip Monteain PB     | Columbia Britannica         | Cascade Range                  | 2,596 m 8,517 ft  | 1,876 m 6,155 ft  | 19.6 km 12.1 mi   |
| 89        | Unuk Peak PB              | Columbia Britannica         | Boundary Ranges                | 2,595 m 8,514 ft  | 1,725 m 5,659 ft  | 13.8 km 8.6 mi    |
| 90        | Devils Paw                | Columbia Britannica Alaska  | Boundary Ranges                | 2,593 m 8,507 ft  | 1,720 m 5,643 ft  | 138.2 km 85.9 mi  |
| 91        | Hudson Bay Monteain PB    | Columbia Britannica         | Hazleton Mountains PB          | 2,589 m 8,494 ft  | 1,609 m 5,279 ft  | 51 km 31.7 mi     |
| 92        | Shedin Peak PB            | Columbia Britannica         | Skeena Mountains               | 2,588 m 8,491 ft  | 1,798 m 5,899 ft  | 118.2 km 73.4 mi  |
| 93        | Monte Archibald PB        | Yukon                       | Monti Sant'Elia                | 2,588 m 8,491 ft  | 1,678 m 5,505 ft  | 23.8 km 14.8 mi   |
| 94        | The Pinnacles PB          | Columbia Britannica         | Monashee Mountains             | 2,573 m 8,442 ft  | 1,667 m 5,469 ft  | 40.3 km 25 mi     |
| 95        | Monte Perseus PB          | Columbia Britannica         | Quesnel Highland               | 2,553 m 8,376 ft  | 1,683 m 5,522 ft  | 40.7 km 25.3 mi   |
| 96        | Detour Peak PB            | Columbia Britannica Yukon   | Monti Sant'Elia                | 2,550 m 8,366 ft  | 1,906 m 6,253 ft  | 21.2 km 13.1 mi   |
| 97        | Kaza Monteain PB          | Columbia Britannica         | Cariboo Mountains              | 2,543 m 8,343 ft  | 1,573 m 5,161 ft  | 35.5 km 22 mi     |
| 98        | Gataga Peak PB            | Columbia Britannica         | Muskwa Ranges                  | 2,533 m 8,310 ft  | 1,515 m 4,970 ft  | 35.3 km 22 mi     |
| 99        | Whiting Peak PB           | Columbia Britannica         | Boundary Ranges                | 2,524 m 8,281 ft  | 1,669 m 5,476 ft  | 53.9 km 33.5 mi   |
| 100       | Monte Martha Black PB     | Yukon                       | Monti Sant'Elia                | 2,512 m 8,241 ft  | 1,797 m 5,896 ft  | 18.8 km 11.7 mi   |